# Martin Schmidt (judoka)
Martin Schmidt (4 de julio de 1969) es un deportista alemán que compitió en judo. Ganó dos medallas en el Campeonato Europeo de Judo en los años 1991 y 1995.
Participó en dos Juegos Olímpicos de Verano en los años 1996 y 2000, su mejor actuación fue un séptimo puesto logrado en Atlanta 1996 en la categoría de –71 kg.

## Palmarés internacional
| Campeonato Europeo | Campeonato Europeo       | Campeonato Europeo | Campeonato Europeo |
| Año                | Lugar                    | Medalla            | Categoría          |
| ------------------ | ------------------------ | ------------------ | ------------------ |
| 1991               | Praga (Checoslovaquia)   | Medalla de bronce  | –65 kg             |
| 1995               | Birmingham (Reino Unido) | Medalla de oro     | –71 kg             |